# 泰奧加中央鐵路
泰奧加中央鐵路是位於美國賓夕法尼亞州的觀光鐵路，營運路線為威爾斯伯勒與康寧鐵路之一部份。其營運範圍由威爾斯伯勒北方至紐約州康寧以南約三英哩處，於每年約六月至十月之間行駛；2014年係由陣亡將士紀念日開始營運。

## 圖輯

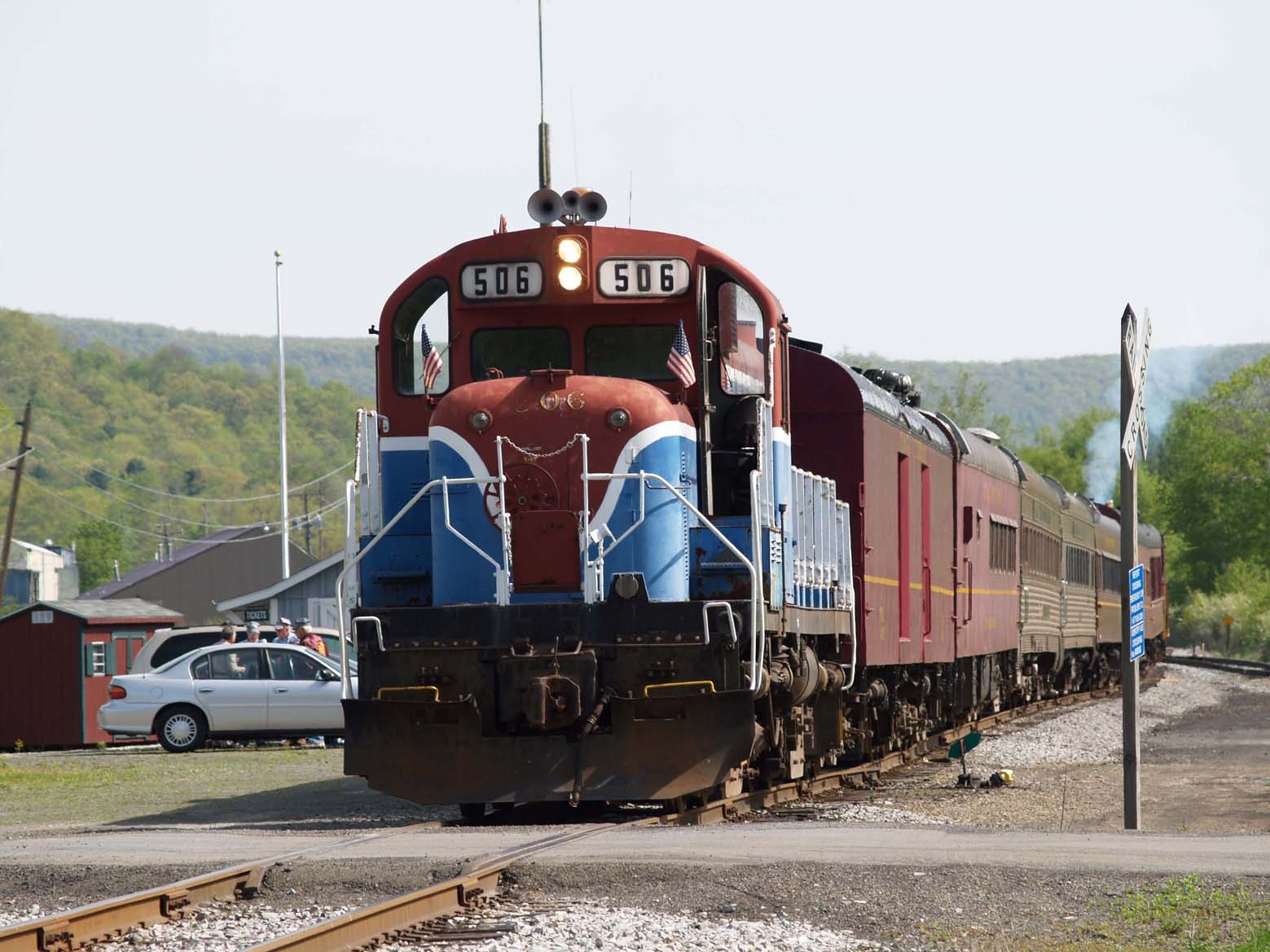
泰奧加中央鐵路的 506 號機車，於某星期六牽引列車等待出發。
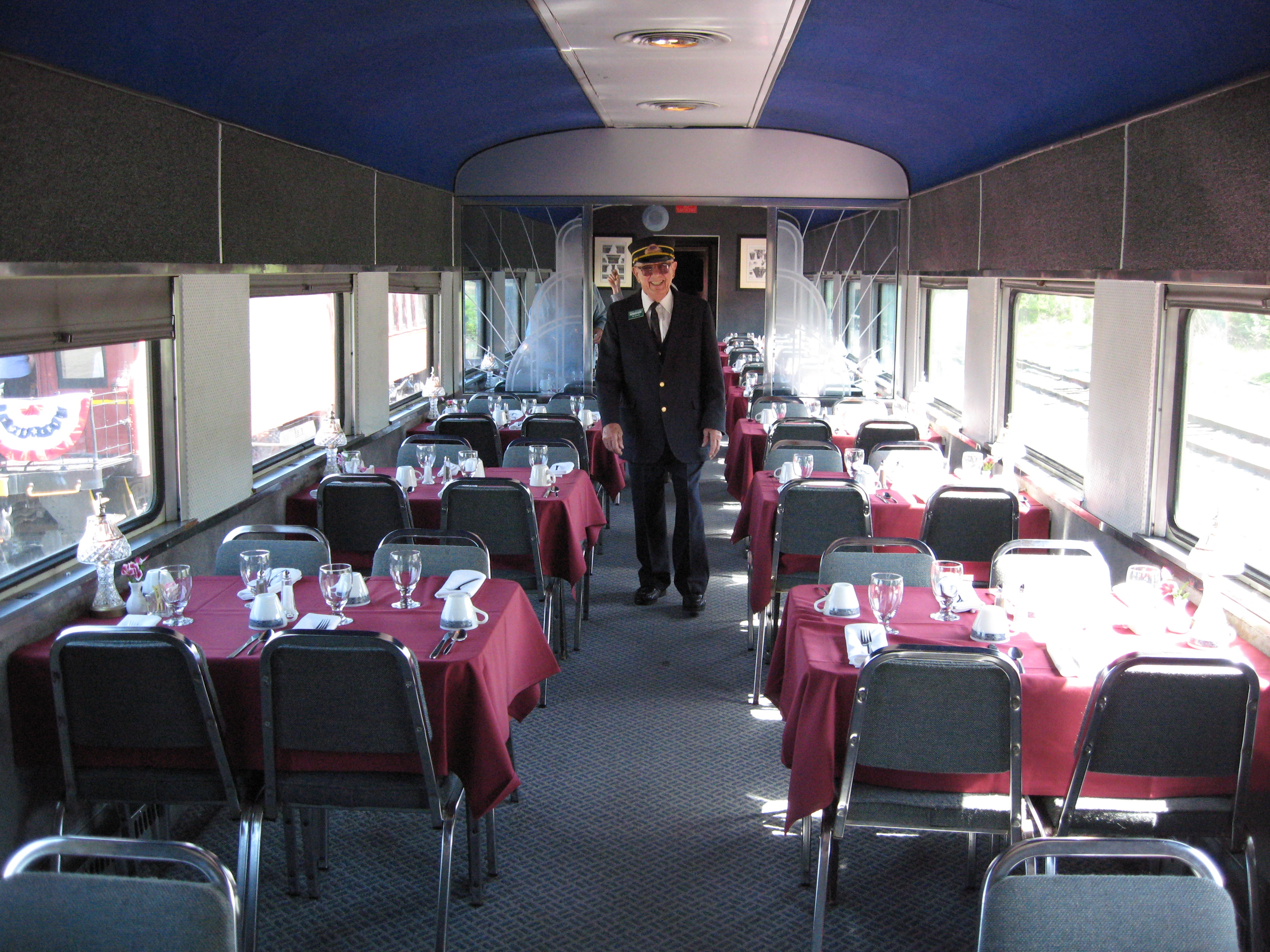
泰奧加中央鐵路餐車與其車長。此圖攝於名為全美烤肉列車（ All American BBQ Train）的特別列車。
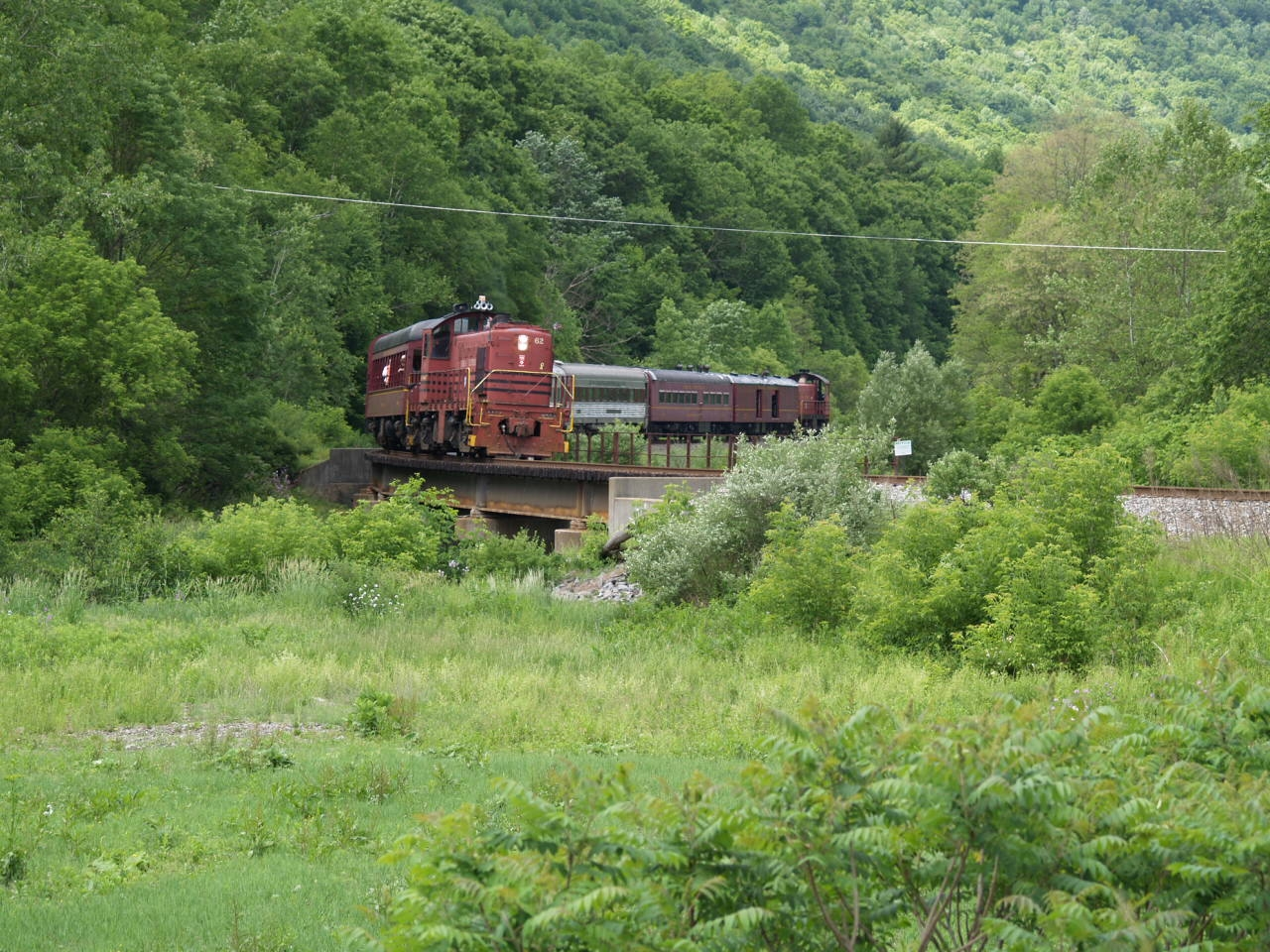
泰奧加中央鐵路的列車經過勞倫斯威爾橋（Lawrenceville Bridge）。
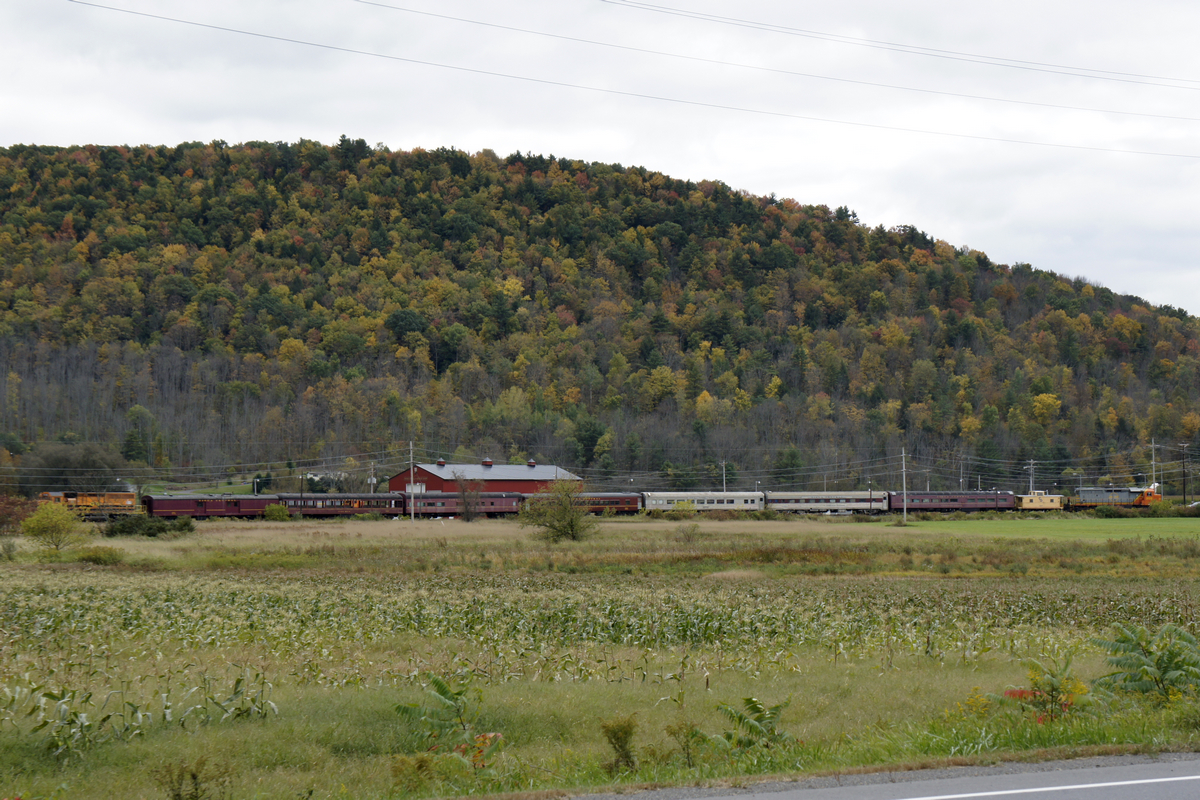
停在威爾斯伯勒以北的泰奧加中央鐵路列車

## 外部連結
- Tioga Central Railroad （页面存档备份，存于）
- Myles Group, LLC （页面存档备份，存于）